# Danilo Hondo
Danilo Hondo (* 4. Januar 1974 in Wilhelm-Pieck-Stadt Guben) ist ein Radsporttrainer und ehemaliger deutscher Radrennfahrer.
Zu seinen größten Erfolgen als Fahrer zählte ein Bahnweltmeistertitel in der Mannschaftsverfolgung, zwei Etappensiege beim Giro d’Italia und die Deutsche Straßenmeisterschaft. Wegen einer positiven Dopingkontrolle 2005 wurde er zwei Jahre gesperrt. Er beendete seine Laufbahn als Aktiver nach Ablauf der Saison 2014. Von 2015 an war er in der Schweiz als Nationaltrainer tätig, bis er im Jahr 2019 Blutdoping zum Ende seiner Karriere als Fahrer zugab.

## Sportliche Laufbahn
Zu Beginn seiner Karriere war Hondo vor allem auf der Bahn erfolgreich. Seine ersten Meistertitel gewann er 1988 bei den DDR-Bahnmeisterschaften der Jugend im Punktefahren und in der Mannschaftsverfolgung. Bei den UCI-Bahn-Weltmeisterschaften 1994 in Palermo wurde er zusammen mit Guido Fulst, Jens Lehmann und Andreas Bach Weltmeister in der Mannschaftsverfolgung. Als Amateur startete er für den SC Cottbus, in dem Michael Max sein Trainer war (der ihn auch ab 2001 wieder trainierte).
Im Jahr 1997 schloss er sich dem Straßenradsportteam Agro-Adler Brandenburg an und konnte zahlreiche Abschnitte internationaler Etappenrennen vornehmlich im Sprint gewinnen, darunter u. a. eine Etappe der Friedensfahrt 1998 und im selben Jahr fünf Etappen der Niedersachsen-Rundfahrt.
Von 1999 bis 2003 war er Mitglied des Team Telekom und gewann in dieser Zeit sieben weitere Etappen der Friedensfahrt. Beim Giro d’Italia 2001 bestritt er seine erste große Landesrundfahrt und gewann zwei Etappen im Sprint gegen den italienischen Spitzensprinter Mario Cipollini. Ebenfalls im Sprint gewann er die Deutschen Straßenmeisterschaften 2002.
2004 wechselte Hondo zum Team Gerolsteiner und gewann wiederum mehrere Etappen und das italienische Eintagesrennen GP Beghelli. Bei der Murcia-Rundfahrt holte er sich zwei Etappensiege, einen im Sprint und einen im Einzelzeitfahren.
Beim darauffolgenden Klassiker Mailand-San Remo wurde er Zweiter hinter dem Sprintsieger Alessandro Petacchi. Am 1. April 2005 wurde bekannt gegeben, dass zwei A-Proben der Murcia-Rundfahrt positiv auf Carphedon getestet wurden, worauf er von seiner Mannschaft suspendiert wurde.

## Comeback und Karriereende

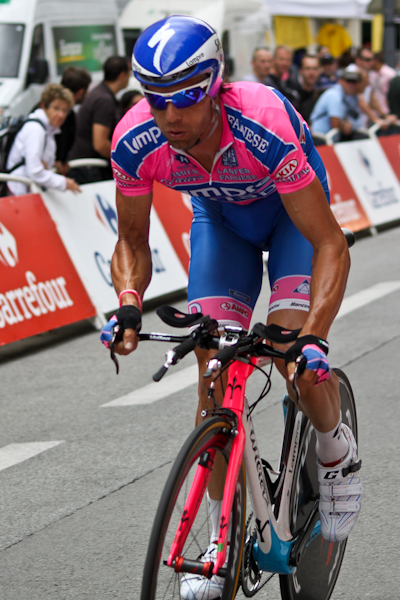
Hondo bei der Tour de France 2011

2008 wurde Hondo vom italienischen Professional Continental Team Serramenti PVC Diquigiovanni verpflichtet und gewann sein erstes Rennen nach Ablauf seiner Dopingsperre mit der vierten Etappe der Tour de Langkawi.
In den Saisons 2010 bis 2012 fuhr er für das ProTeam Lampre und entwickelte sich dort zum wichtigsten Helfer für den Sprinter Alessandro Petacchi, für den er bei seinem Gewinn des Grünen Trikots bei der Tour de France 2010 als Anfahrer agierte. Zum Ende des Jahres 2014 beendete Hondo seine Karriere bei der Mannschaft Trek Factory Racing, bei der er insbesondere auch die jungen Sprinter des Teams unterstützte.

## Dopingsperre
Am 2. Juni 2005 verhängte der Schweizer Radsportverband eine Dopingsperre von einem Jahr. Gegen dieses Urteil gingen sowohl die Union Cycliste Internationale als auch die Welt-Anti-Doping-Agentur beim Internationalen Sportgerichtshof (CAS) in Berufung. Hondo legte seinerseits ebenfalls Berufung ein, um einen vollständigen Freispruch zu erwirken. Der CAS hob am 10. Januar 2006 in die Entscheidung des Schweizer Verbands auf und entschied auf eine zweijährige Sperre bis zum 1. April 2007.
Am 17. März 2006 hob das Schweizerische Bundesgericht die vom CAS verhängte Sperre im Rahmen einer einstweiligen Verfügung bis zur endgültigen gerichtlichen Entscheidung vollständig auf. Dies war der erste Fall in der Sportgeschichte, dass ein ordentliches Gericht eine durch den Internationalen Sportgerichtshof verhängte Dopingsperre aufhob. Hondo konnte deshalb 2006 für das deutsche Continental Lamonta fahren und gewann in den folgenden Monaten immer wieder Etappen bei kleinen Rundfahrten. Am Ende der Saison lag er auf Platz zwei in der Gesamtwertung der UCI Europe Tour 2006 hinter Nico Eeckhout.
Nachdem am 24. Mai 2006 die zuvor aufgehobene Sperre durch ein Schnellverfahren vor dem Obersten Schiedsgerichtshof des Kantons Waadt auf Antrag der WADA vorläufig erneut in Kraft und am 6. Juni 2006 durch das Schweizer Bundesgericht wieder außer Vollzug gesetzt worden war, entschied das Schweizer Bundesgericht am 14. Januar 2007 abschließend gegen Hondo. Die UCI entschied abschließend am 22. Mai 2007, dass die ursprünglich am 31. März 2007 ausgelaufene Sperre um die Zeit, während der die Sperre aufgrund einstweiliger Verfügungen außer Vollzug war, auf den 24. Januar 2008 zu verlängern, wogegen Hondo keine weiteren Rechtsmittel einlegte.

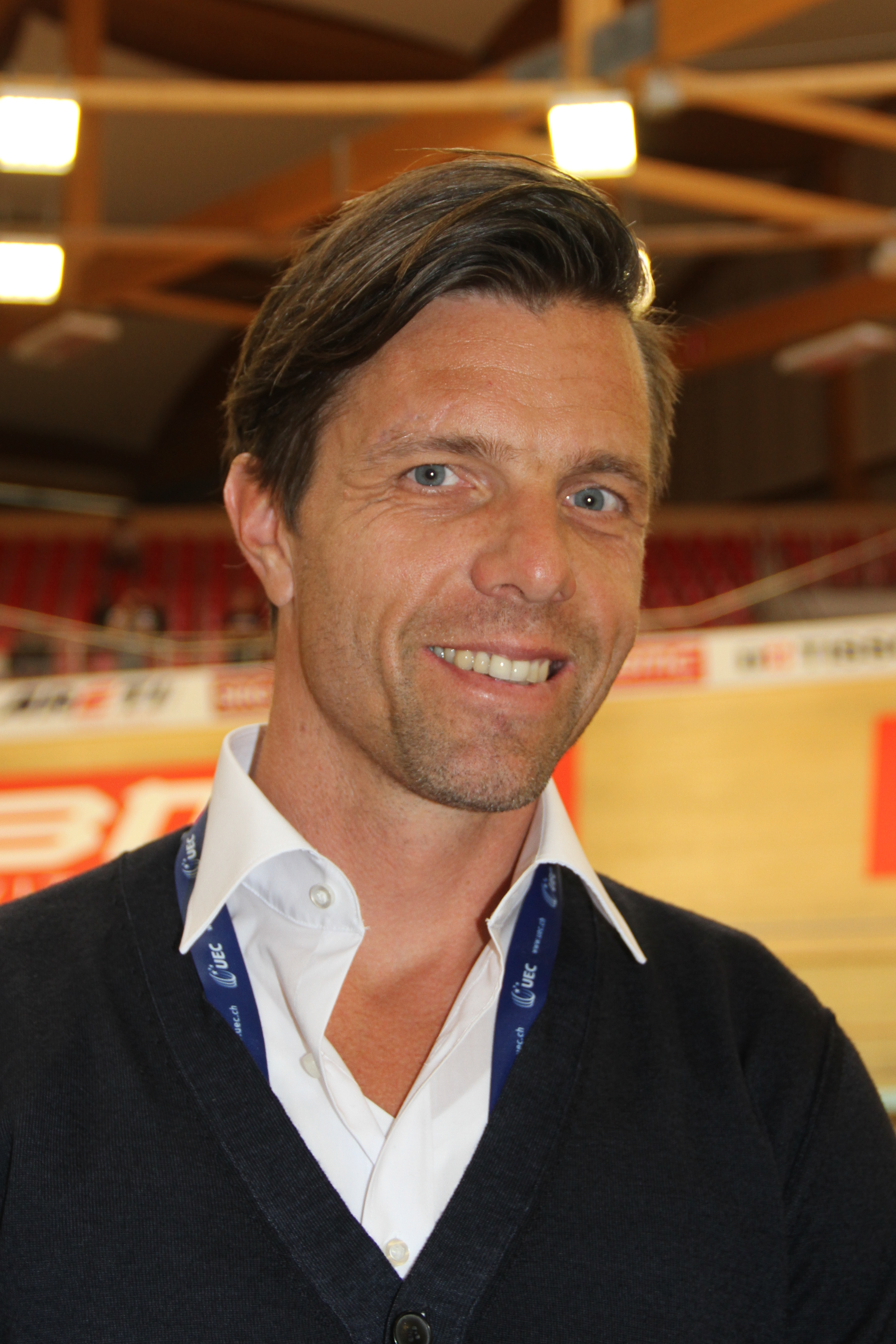
Danilo Hondo (2015)

Die Schwierigkeit dieses Verfahrens bestand darin, dass der gefundene Wirkstoff Carphedon nur in geringer Menge festgestellt worden war und ein weiterer Dopingtest am Tag vor der positiven Probe negativ ausgefallen war. Die Konzentration am Tag des positiven Tests sei nach Auffassung des als Kritiker des Profiradsports bekannten Heidelberger Molekularbiologen Werner Franke zu gering gewesen, um eine leistungssteigernde Wirkung zu haben, weswegen die These einer durch Kontamination (Verunreinigung) durch von Danilo Hondo eingenommenen Speisen oder Getränken vertreten wurde.

## Tätigkeit als Trainer
Im Dezember 2014 teilte der Schweizer Radsportverband Swiss Cycling mit, dass Danilo Hondo zum 1. Januar 2015 neuer Schweizer U23-Nationaltrainer wird.
Hondo lebt seit vielen Jahren im Tessin.
Am 20. Juli 2016 bestätigte Hondo auf Anfrage, dass er nach den Olympischen Sommerspielen vertretungsweise als Schweizer Nationaltrainer tätig werde. Im Dezember 2016 gab der Verband bekannt, dass Hondo dem Italiener Luca Guercilena, Sportdirektor von Trek-Segafredo, als Trainer für die Elite und die U23 folgt.
Am 12. Mai 2019 gestand Hondo zunächst gegenüber dem Journalisten Hajo Seppelt, dann auch der Öffentlichkeit, seit 2011 als damals 37-jähriger Profi vom deutschen Sportmediziner Mark Schmidt mit Blutdoping behandelt worden zu sein. Gekostet habe ihn die Zusammenarbeit rund 25 000 Euro.
Er wurde von Swiss Cycling per sofort freigestellt. Im Zuge einer Zeugenaussage gab Hondo im November 2020 zu, gemeinsam mit Alessandro Petacchi zwischen 2011 und 2012 Blutdoping betrieben zu haben.

## Erfolge
| 1991 - Weltmeisterschaft – Mannschaftsverfolgung (Junioren) - Weltmeisterschaft – Punktefahren (Junioren) 1992 - Weltmeisterschaft – Mannschaftsverfolgung (Junioren) 1993 - Deutsche Meisterschaft – Mannschaftszeitfahren 1994 - Deutsche Meisterschaft – Mannschaftsverfolgung - Deutsche Meisterschaft – Mannschaftszeitfahren - Weltmeisterschaften – Mannschaftsverfolgung (mit Guido Fulst, Jens Lehmann und Andreas Bach) 1995 - Deutsche Meisterschaft – Mannschaftsverfolgung 1996 - Gesamtwertung Akdeniz Turu 1997 - eine Etappe Tour de l’Ain - eine Etappe Sachsen-Rundfahrt 1998 - eine Etappe Friedensfahrt - fünf Etappen Niedersachsen-Rundfahrt - zwei Etappen Sachsen-Rundfahrt - eine Etappe Regio-Tour - zwei Etappen Polen-Rundfahrt - eine Etappe Hessen-Rundfahrt 1999 - drei Etappen Friedensfahrt - eine Etappe Regio-Tour 2000 - zwei Etappen Friedensfahrt - eine Etappe Schweden-Rundfahrt | 2001 - eine Etappe Drei Tage von De Panne - zwei Etappen Giro d’Italia - eine Etappe Dänemark-Rundfahrt - eine Etappe Niederlande-Rundfahrt 2002 - eine Etappe Katalonien-Rundfahrt - Deutscher Meister – Straßenrennen - eine Etappe Hessen-Rundfahrt - eine Etappe Rheinland-Pfalz-Rundfahrt 2003 - zwei Etappen Friedensfahrt 2004 - eine Etappe Drei Tage von De Panne - vier Etappen Niedersachsen-Rundfahrt - eine Etappe Vier Tage von Dünkirchen - eine Etappe Katalonien-Rundfahrt - eine Etappe Tour du Poitou-Charentes - GP Beghelli 2005 - zwei Etappen Murcia-Rundfahrt 2006 - zwei Etappen Friedensfahrt - Neuseen Classics – Rund um die Braunkohle - zwei Etappen Circuito Montañés - eine Etappe Sachsen-Tour - eine Etappe Regio-Tour - eine Etappe Omloop van de Vlaamse Scheldeboorden 2008 - eine Etappe Tour de Langkawi 2009 - eine Etappe Course de la Solidarité Olympique - eine Etappe Volta a Portugal - Prag–Karlovy Vary–Prag 2010 - eine Etappe Giro di Sardegna - Sechstagerennen Zürich (mit Robert Bartko) |

## Grand-Tour-Platzierungen
| Grand Tour            | 2001 | 2002 | 2003 | 2004 | 2005 | 2006 | 2007 | 2008 | 2009 | 2010 | 2011 | 2012 | 2013 | 2014 |
| --------------------- | ---- | ---- | ---- | ---- | ---- | ---- | ---- | ---- | ---- | ---- | ---- | ---- | ---- | ---- |
| Giro d’ItaliaGiro     | 91   | –    | –    | –    | –    | –    | –    | –    | –    | DNF  | DNF  | –    | 96   | 114  |
| Tour de FranceTour    | –    | 104  | –    | 106  | –    | –    | –    | –    | –    | 135  | 109  | 86   | –    | –    |
| Vuelta a EspañaVuelta | –    | –    | –    | –    | –    | –    | –    | –    | –    | 108  | –    | –    | –    | –    |

## Ehrungen
- 1998, 1999, 2001: Sportler des Jahres von Brandenburg[23]